# Haupu
Haupu (Haupau, ehemals Letefoho) ist ein osttimoresischer Suco im Verwaltungsamt Letefoho (Gemeinde Ermera). Im Suco liegt Letefoho, die Hauptstadt des Verwaltungsamts.

## Geographie
Der Suco liegt im Nordwesten des Verwaltungsamts Letefoho. Im Nordosten liegt der Suco Goulolo, im Osten Ducurai, im Südosten Catrai Caraic, im Süden Catraileten und im Westen Hatugau. Nordwestlich grenzt Haupu an das Verwaltungsamt Ermera mit seinem Suco Raimerhei. Die Südgrenze bildet der Fluss Pusulu, die Nordwestgrenze der Fluss Hatoe. Haupu hat eine Fläche von 8,44 km² und teilt sich in die zwölf Aldeias Assi, Beturema, Duhoho, Hatuhou, Hauleo, Haupu, Cairia, Lutlala, Manucati Leten, Raepusa, Riamori und Riatoni.
Durch den Osten des Sucos führt die Überlandstraße von der Gemeindehauptstadt Gleno nach Atsabe und weiter nach Süden. An der Straße liegt auch Letefoho, der größte Ort des Sucos und Hauptstadt des Verwaltungsamts. Der Ort Haupu befindet sich nördlich des Ortes Letefoho, an der Nordgrenze des Sucos zum Nachbarn Goulolo. Weitere Orte an der Straße im Suco sind Cairia (Kairia), Riatoni und Riamori. Im Norden liegen die Orte Haupu, Lutulala, Duhoho und Hauleo (Haulio, Hauho). Im Südwesten befinden sich die Dörfer Assi und Manucati Leten (Manukati Leten, Manucatilaten). In Letefoho gibt es eine Vorschule, eine Grundschule, eine präsekundäre Schule (Escola Pre-Secondaria No. 705 Letefoho Villa/Haupu), ein Hubschrauberlandeplatz und ein kommunales Gesundheitszentrum. Weitere Grundschulen gibt es in Assi, Riamori, Duhoho und Haupu.

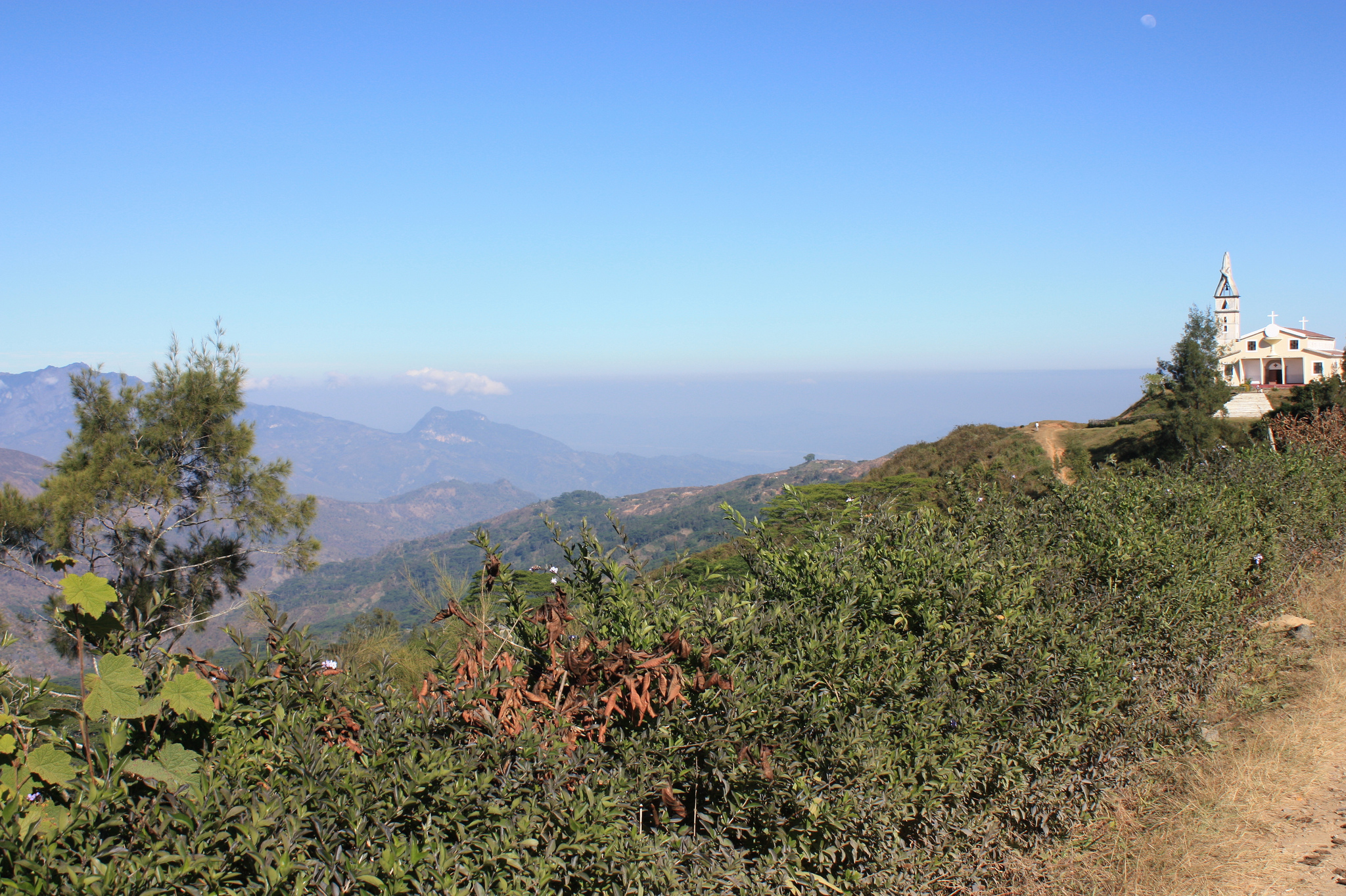
Landschaft bei der Kirche von Letefoho
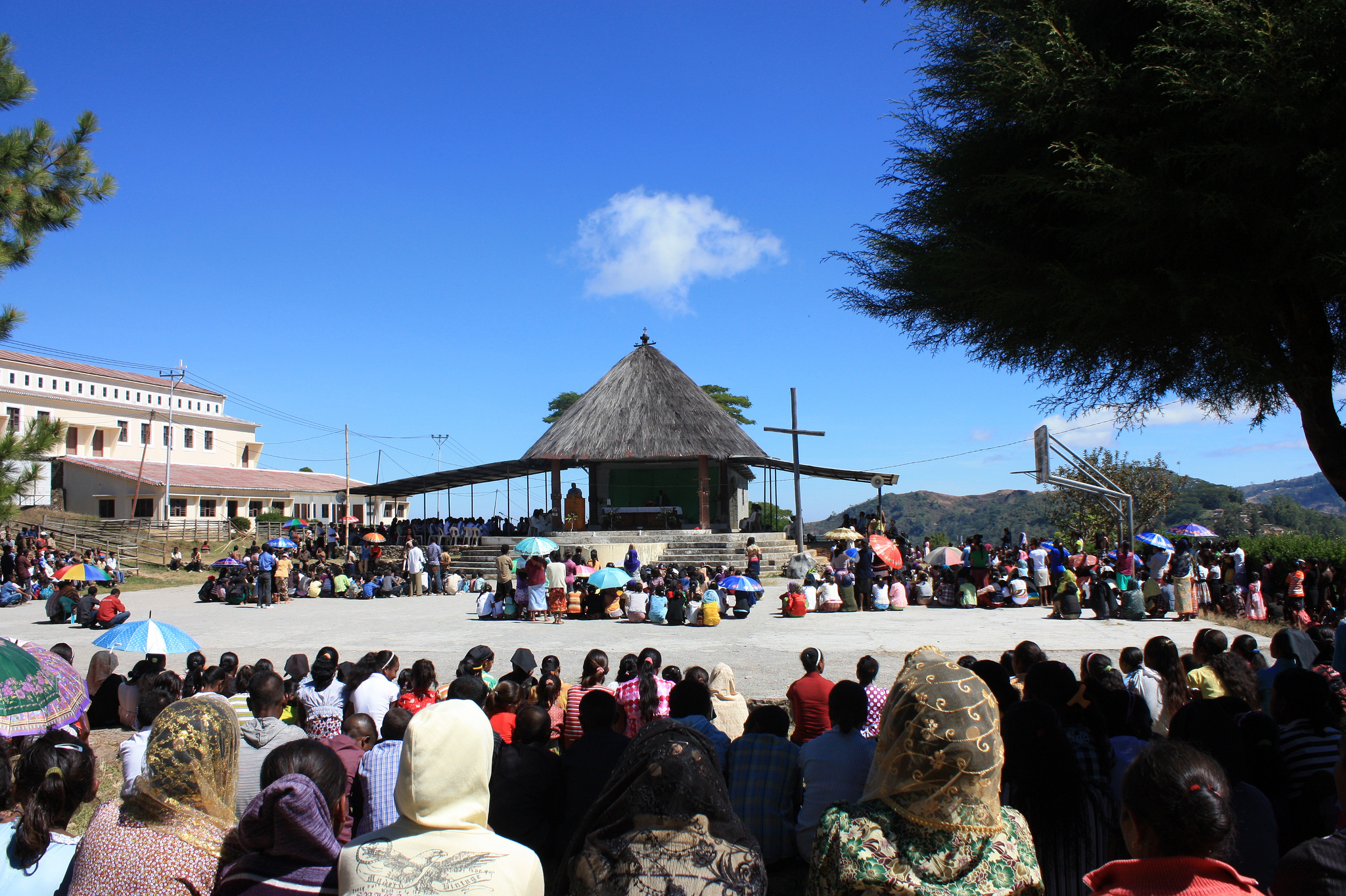
Sonntagsmesse in Letefoho/Haupu
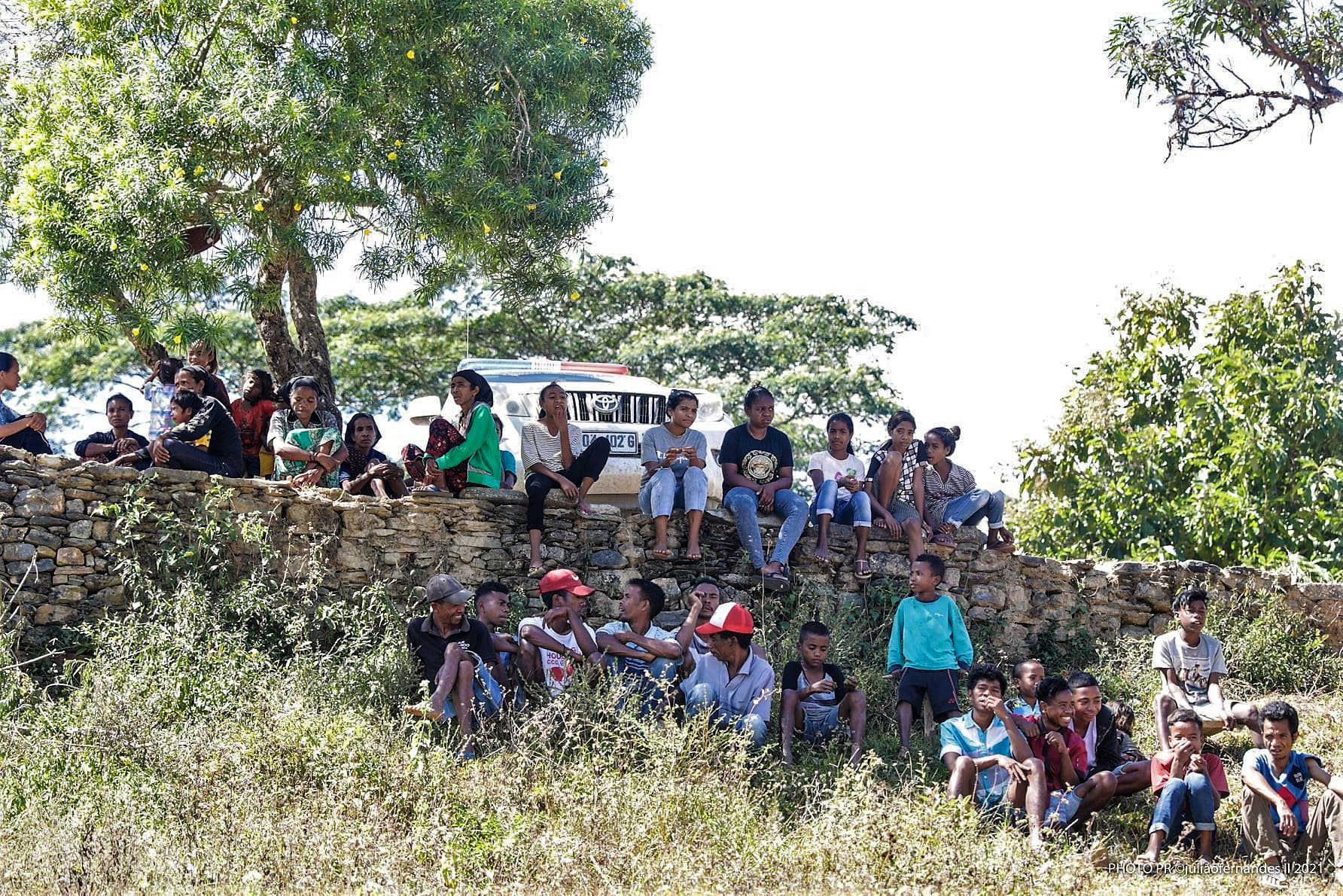
In der Aldeia Assi

## Einwohner

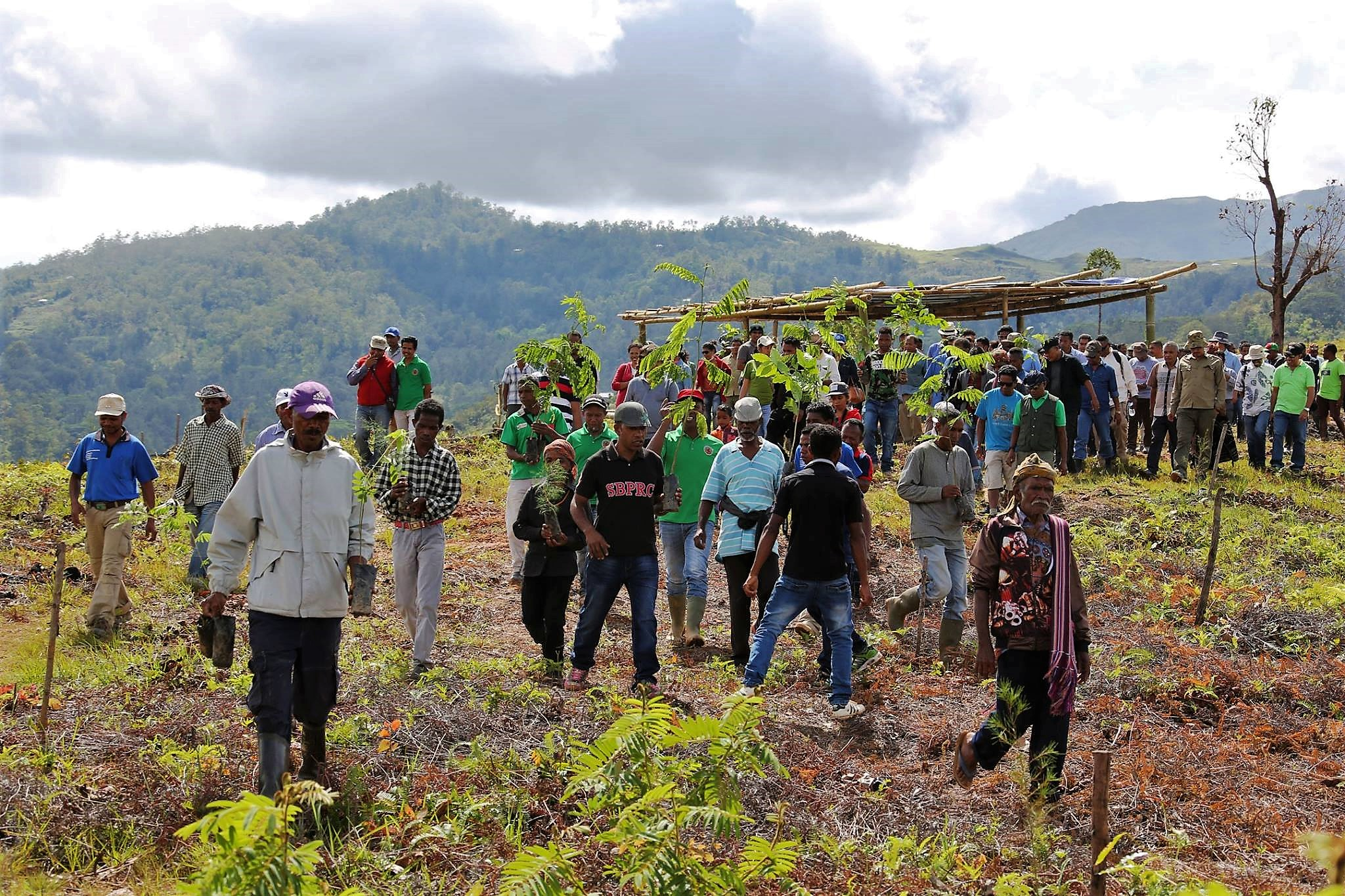
In der Aldeia Raepusa

Im Suco Haupu leben 5.325 Einwohner (2022), davon sind 2.758 Männer und 2.567 Frauen. Im Suco gibt es 1.266 Haushalte. Über 67 % der Einwohner geben Mambai als ihre Muttersprache an. Fast 42 % sprechen Tetum Prasa und eine kleine Minderheit Kemak.

## Geschichte
1903 scheiterte ein Aufstand des Reichs von Letefohos gegen die portugiesischen Kolonialherren.
Der Ort Letefoho musste nach der Gewalt um das Unabhängigkeitsreferendum von 1999 größtenteils wieder neu aufgebaut werden.

## Politik
Bei den Wahlen von 2004/2005 wurde Mariano Soares zum Chefe de Suco gewählt. Bei den Wahlen 2009 gewann Eugebio Alcino Maia und wurde 2016 in seinem Amt bestätigt.